# 杰尔马娜·马拉巴尔巴
杰尔马娜·马拉巴尔巴（義大利語：Germana Malabarba，1913年11月19日—2002年9月30日），生于帕维亚，意大利女子竞技体操运动员。她曾代表意大利获得1928年夏季奥运会体操比赛女子团体全能银牌。